# Dominik Premus
Dominik Premus, auch Dominik Premuš (* 6. August 1861 in Prelog; † 27. März 1934), war ein kroatischer Geistlicher.
Premuš wurde am 25. Juli 1885 zum Priester geweiht. Papst Benedikt XV. ernannte ihn am 26. Februar 1915 zum Titularbischof von Belgrad und Semendria und Smederevo, heute Alba Maritima, und Weihbischof in Zagreb. Anton Bauer, Erzbischof von Zagreb, spendete ihm und Josip Lang am 18. April 1915 die Bischofsweihe. Mitkonsekratoren waren Ivan Baptista Krapàc, Bischof von Bosna et Srijem und zuvor Weihbischof in Zagreb, und Anđelko Voršak, Weihbischof in Bosna et Srijem.